# Stephen Coonts
Stephen Coonts, född 19 juli 1946 i Morgantown i West Virginia, är en amerikansk författare. Han bor i Las Vegas, USA med sin familj. Coonts växte upp i Buckhannon och avlade 1968 kandidatexamen vid West Virginia University, följt 1979 av juristexamen vid University of Colorado Boulder.
Coonts, som har ett förflutet som militärpilot i USA:s flotta, är mest känd för sina thrillers. Hans första roman Flight of the Intruder (Inkräktaren från skyn, 1986) blev hans genombrott och blev även en film 1991, regisserad av John Milius. Huvudpersonen Jake Grafton har återkommit i sammanlagt tio böcker. Coonts har även skivit ett antal böcker utöver dessa, bland annat science fiction-romanen Saucer (2002).